# انبارگردانی

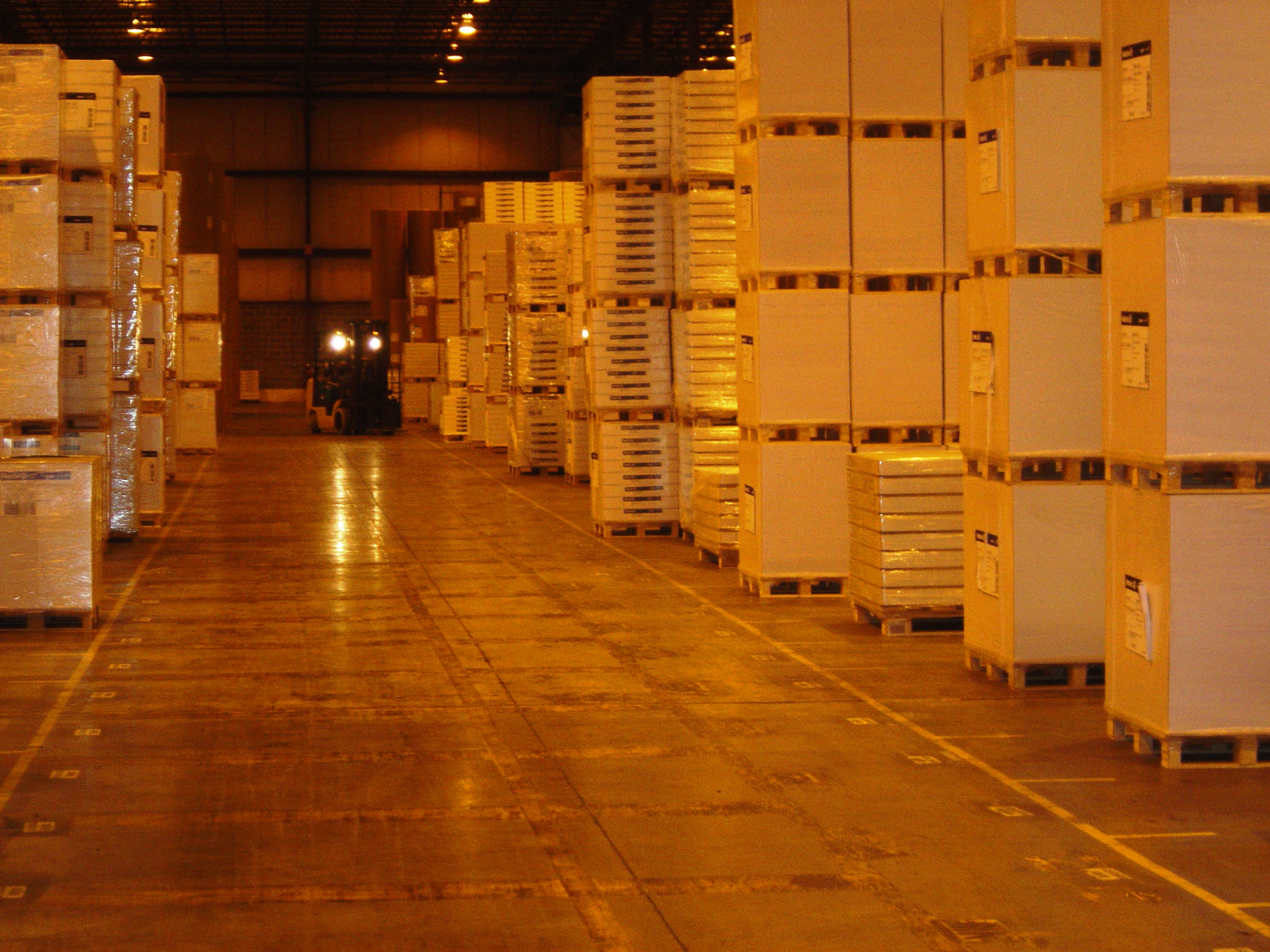
نمونه انبار کارخانه که انبار گردانی به منظور مشخص شدن تعداد کالای موجود در آن صورت میپذیرد

اَنبارگَردانی (به انگلیسی: Stock-taking
) سیاهه برداری از کالای موجود در انبار و ارزیابی موجودی آن را می‌گویند.
بر اساس استانداردهای حسابداری حداقل هر سال برای یکبار انبارگردانی باید در انبارهای شرکت‌های بازرگانی، تولیدی و صنعتی صورت گیرد. البته با توجه به ابعاد و اهمیت کالاها این زمان می‌تواند کوتاه‌تر هم در نظر گرفته شود. هدف از انبارگردانی به‌طور کلی شمارش موجودی اقلام کالا به منظور ایجاد اطمینان از وجود کمی و کیفی و کنترل کالاهاست.
بدین منظور لازم است قواعدی در حین انبارگردانی انجام پذیرد. از جمله این قواعد می‌توان به الصاق تگ به کالا می‌باشد. همچنین مواردی از قبیل پلمب انبار، عدم ورود و خروج کارکنان و افراد به انبار، مرتب‌سازی کالاها و سایر موارد امنیتی باید مورد بررسی قرار گیرد و بر اساس سیاست‌های جاری مجموعه نسبت به الزام یا عدم التزام به آن اقدام نمود.

## اصطلاحات مهم انبارگردانی[۳]
انبار:
مکانی که متناسب با کالا برای نگهداری آن انتخاب می‌شود. انبارها گاه سرپوشیده و گاه روباز هستند.
انبارداری:
به فرایند دریافت، نگهداری و توزیع کالاها در انبار گفته می‌شود. امروزه این کار به کمک نرم‌افزارها و فناوری‌هایی همچون نرم‌افزار فروشگاهی و نرم‌افزار رستوران ساده گشته‌است.
انبارگردانی:
سنجش موجودی واقعی کالاها در پایان دوره مالی یا در زمان نیاز
موجودی:
دارایی یک کسب‌وکار که جهت تولید، فروش مورد استفاده قرار می‌گیرد.
کارت موجودی انبار:
کارتی است که اطلاعات نقل و انتقال محصولات روی آن یادداشت می‌شود و مسئول کاردکس این اطلاعات را در فرم اکسل ورود و خروج کالاها از انبار ثبت می‌کند.
کارت حساب انبار:
کارتی که قیمت کالاهای موجود در انبار و مقادیر فیزیکی کالاها روی آن درج شده‌است
کاردکس انبار:
کارتی که اطلاعات کالاهای موجود در انبار، زمان ورود و خروج کالاها، مقادیر کالاها و محل نگهداری کالاها در آن ثبت می‌شود
کارت شناسایی کالا:
این کارت در کنار قفسه‌ها قرار داده می‌شود و حاوی اطلاعات محصولات قفسه‌ها است.
تگ:
تگ‌ها بیانگر تعداد هر محصول در گروه‌ها هستند و با هدف سهولت در شمارش، پیشگیری از شمارش تکراری یا از قلم افتادن کالاها تهیه می‌شوند. علاوه بر تعداد، کد کالا، نام کالا، سرپرست شمارش و… نیز در تگ‌ها ثبت می‌شود.
برگ درخواست جنس از انبار:
فرمی شامل مشخصات محصول مورد نیاز برای خروج از انبار
حواله انبار:
کارتی که انباردار به متقاضی تحویل کالا تحویل می‌دهد و نوع و مقدار اقلام کالا و سایر اطلاعات مربوط به کالا در آن ثبت می‌شود.

## برون سپاری انبار گردانی
برون سپاری انبارگردانی به معنای واگذاری مقطعی یا بلند مدت کلیه فعالیت‌های انبارها به یک شرکت ثالث در قالب قرارداد خدماتی می‌باشد.

## مزایای برون سپاری انبارگردانی

### عدم نیاز به امکانات انبارگردانی
یکی از اصلی‌ترین دلایل برون سپاری، کمبود یا فقدان نیروها یا سخت‌افزارهای لازم جهت انبارگردانی می‌باشد که می‌تواند شامل این موارد باشد: کمبود کارمندانی که دانش کافی برای انجام کار دارند (برای مثال مهندسان)، کمبود امکانات سخت‌افزاری و نرم‌افزاری (برای مثال دیتا کالکتورها و نرم‌افزارهای مغایرت‌گیری) و کمبود دانش و تجربه کافی برای انجام کار را داشته باشد.

### تمرکز بیشتر مجموعه به کارهای مهم‌تر
بعضی کارهای جانبی همیشه برون سپاری می‌شوند. این کار باعث می‌شود مدیران بتوانند تمرکز بیشتری روی کارهای اصلی داشته باشند، به جای اینکه منابع زیادی صرف کارهایی بکنند که اگرچه برای کسب و کار ضرورت دارد اما به هستهٔ اصلی کسب و کار مربوط نمی‌شود. یک مثال خوب برای این مورد بیمارستان بزرگی است که عملیات امنیتی اش را به شرکتی که در امور امنیتی تخصص دارد برون سپاری می‌کند.

### صرفه جویی در زمان و هزینه
هزینهٔ نیروی کار و مواد اولیه روز به روز در حال افزایش است و رقابت، شرکت‌ها را مجبور می‌کند قیمت‌ها را پایین نگه دارند. اگر راهی برای برون سپاری وجود داشته باشد که بتواند موجب کم کردن هزینه شرکت شما شود و بر معایب برون سپاری غلبه کند، باید به خوبی بررسی شود.

### جلوگیری از قراردادهای بلند مدت برای کارهای کوتاه مدت
نیازهای فصلی و دوره ای که با گذشت زمان کم و زیاد می‌شوند، نیازهای متعددی به منابعِ شرکت تحمیل می‌کنند. هر قراردادی که برای برون سپاری بسته می‌شود، می‌تواند انعطاف‌پذیری لازم را برای تثبیت این نیازهای متعدد فراهم کند. برای مثال یک شرکت در زمان حسابرسی‌های مالیاتی یا زمان حسابرسی توسط مالکان شرکت تعدادی حسابدار استخدام می‌کند.

### کنترل عملیاتی
باید به فکر برون سپاری عملیاتی باشید که هزینه‌های آنها از کنترل خارج می‌شود. بخش‌هایی که معمولاً از کنترل خارج می‌شوند و قسمت‌هایی که مدیریت ضعیفی دارند، گزینه‌های اول برون سپاری هستند. علاوه بر این شرکتی که کار را به آن برون سپاری می‌کنید می‌تواند توانایی‌های مدیریتی شرکت شما را بهبود ببخشد.
برای مثال بخش فناوری اطلاعاتی که پروژه‌های بسیار زیادی دارد، اما افراد و بودجهٔ کافی برای همکاری با سازمان را ندارد. یک قرارداد برون سپاری، مدیریت را مجبور می‌کند نیازهای شان را اولویت بندی کند و کنترل این بخش را دوباره در دست بگیرد.

### دوام و مدیریت خطر
در دوره‌هایی که گردش مالی کارمندان زیاد می‌شود، عدم قطعیت و ناهماهنگی در عملیات افزایش می‌یابد. برون سپاری می‌تواند دوام شرکت را افزایش و هم‌زمان با آن خطر پایین آمدن کیفیت عملیات در شرکت را نیز کاهش بدهد.
برای مثال در یک شرکت مدیر منابع انسانی به دلایل پزشکی در مرخصی طولانی مدت بود و دو دستیار اجرایی او نیز برای مدت کوتاهی به علت کارهای تازه ای شرکت را ترک کرده بودند. در چنین شرایطی برون سپاری عملیات منابع انسانی خطر اختلال در کارها را کاهش می‌دهد و شرکت می‌تواند به فعالیت‌های خود ادامه بدهد.

### آموزش و ارتقا کارمندان داخلی
پروژه بزرگی قرار است انجام شود که نیاز به توانایی‌هایی دارد که افراد شما فاقد آنها هستند. با برون سپاری کار، افرادی به شرکت شما می‌آیند که توانایی‌های مورد نیازتان را دارند. افراد شما می‌توانند در کنار این نیروها کار کنند و توانایی‌هایی را که نیاز دارند فرا بگیرند.
برای مثال یک شرکت نیاز دارد که بسیاری از تجهیزات سفارش داده شده را جایگزین کند یا ارتقاء دهد. مهندسان شما توانایی لازم برای طراحی تجهیزات جدید و ارتقای آنها را ندارند. برون سپاری این پرو ژه و به خدمت گرفتن مهندسان جدید در محیط کاری، این فرصت را برای مهندسان شما فراهم می‌کند که توانایی‌های جدیدی بیاموزند.